# Ксенофан
 Тази статия е за древногръцкия философ.  За древногръцкия войник и писател вижте Ксенофонт.  
Ксенофан от Колофон, Ксенофан Колофонски (на старогръцки Ξενοφάνης ὁ Κολοφώνιος) е древногръцки философ, поет и религиозен мислител, смята се за основател (или според други мнения – предшественик) на школата на „елеатите“:с. 155.

## Биография
След персийското завоевание на йонийските гръцки градове в Мала Азия през 545 година пр. Хр., напуска родния си град Колофон и се заселва в Сицилия, където живее в различни градове – Катана, Занкла (Месина), Сиракуза, както и в южноиталианския град Елея. През дългия си живот обикаля като странстващ поет редица градове и места, където проповядва религиозно-философските си възгледи. Автор е на епични произведения – елегии, сатири и героични хекзаметри, в които освен митологичният е въведен, може би за първи път, дидактично-философски елемент. Днес те са ни известни по фрагментите, запазени от тях у по-късни антични автори.

## Философия
Във философията си Ксенофан се обявява от една страна срещу митологизма у Омир и Хезиод, от друга – срещу натурфилософските схващания на Талес и мистицизма на Питагор.
Ксенофан е един от първите критици на антропоморфизма в старогръцката митология.
| „ | „Което сред смъртните са смята за позорно и се заклеймява Омир и Хезиод дръзнаха на боговете да припишат Да крадат, да прелюбодействат и взаимно да се мамят.“ | “ |

| „ | „Ако биковете, лъвовете или конете имаха ръце И можеха да рисуват както хората Конете щяха да рисуват боговете като коне Биковете биха дали образ бичи на безсмъртните Външността им всеки смъртен би сравнил С породата, която носи на земята.“ | “ |

Смята се, че на Ксенофан принадлежи мисълта, че боговете са създадени по образ и подобие на човека. Според неговото учение, именно несъвършеното човешко познание кара хората да придават антропоморфни черти на божествата си и да ги надаряват с човешки качества.
| „ | „Черни и чипоноси си представят боговете етиопците. Синеоки и рижи са божествата за тракийците.“ | “ |

На митологичния антропоморфен политеизъм Ксенофан противопоставя идеята за един Бог, „най-голям сред боговете и човеците, който не прилича на смъртните нито като тяло, нито като разум, който целият вижда, целият мисли, целият чува“. Изобщо цялата философска система на Ксенофан е обединена около възгледа за Цялото, Единното. Единствено съществуващо е именно Едното, което е несътворено и несътворимо, неунищожимо, неизменно и неподвижно, еднородно и лишено от конкретни свойства. Това Едно, наричано от Ксенофан Бог, се изобразява във формата на сфера и е всичко съществуващо изобщо, то е всемогъщо и независимо и със силата на „ума си“ (νους, интелект) управлява света. Според Ксенофан единствено Бог притежава достоверно знание, човешкото познание не излиза извън рамките на субективното мнение и има само вероятностен характер.

## Ксенофан и античната философия
Макар в наши дни да се спори доколко Ксенофан е основоположник или предтеча на философската школа на „елеатите“, неговото влияние върху тях е безспорно. Идеята му за единното и всеобхватното е подробно развита и усъвършенствана при представителите на тази школа Парменид, Зенон Елейски и Мелис Самоски.
Съмнението в познавателните способности на човека, в съчетание с критиката на всички съществуващи по негово време философски системи, дава основание на античните философи скептици да виждат в лицето на Ксенофон предшественик на скептицизма.
Силно е влиянието към различните школи на софистите, циниците и др.